# Madhava Rao Sindhia

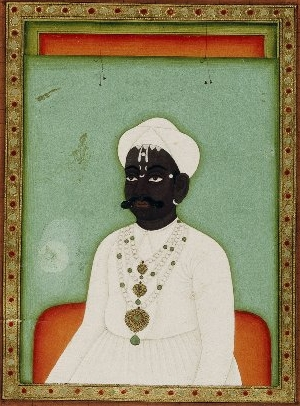
Portrait de Madhava Râo Sindiah conservé au Musée de Brooklyn (fin du XIXe siècle.)

Madhava Rao Sindiah (vers 1730 - 12 février 1794), est un souverain marathe de Gwalior, dans le centre de l'Inde. Il joua un rôle important dans la résurrection de la puissance marathe après le désastre de la Troisième bataille de Panipat en 1761.

## Biographie
Il descendait des Silladars, tribu ayant fourni les troupes irrégulières constituant l'armée marathe.
Après la mort de Miza Naja Khan en 1782, Sindiah, dans la confusion qui régnait alors entre les différents chefs de guerre briguant le pouvoir, parvint à s'imposer et à obtenir le trône. En 1784, il dut affronter une coalition de ses opposants, hindous et musulmans, et il fut sauvé par le général Benoît de Boigne qui vainquit les troupes coalisées le 28 juin 1787 à Laslot.
Ayant décidé de se doter d'une armée moderne et bien entraînée, Sindiah fit de nouveau appel à Benoît de Boigne pour créer une brigade de soldats remarquablement entraînés et efficaces.
C'est aux libéralités de Sindiah que Boigne dut l'immense fortune qu'il avait en arrivant à Londres.